# Saint-Quentin-en-Yvelines
Saint-Quentin-en-Yvelines é uma cidade nova e Comunidade de aglomeração de França, do departamento de Yvelines, na região de Île-de-France, na Região de Paris, a oeste de Versalhes. Saint-Quentin-en-Yvelines foi criada em 1965. De acordo com o censo de 2014, a cidade tinha uma população de 231.000 habitantes, uma área de 12.000 hectares e a densidade é de 1.190 habitantes/km².
O gentílico de Saint-Quentin-en-Yvelines é Saint-Quentinois.

## Comunas
As comunas de Saint-Quentin-en-Yvelines são:
- Élancourt
- Coignières
- Guyancourt
- Les Clayes-sous-Bois
- Magny-les-Hameaux
- Montigny-le-Bretonneux
- Plaisir
- Trappes
- La Verrière
- Villepreux
- Voisins-le-Bretonneux

A cidade de Montigny-le-Bretonneux é a maior e mais importante da comunidade.

## Demografia
A população de Saint-Quentin-en-Yvelines é de 146 598 habitantes, segundo o censo de 2007.

## Economia
Bouygues uma vez teve a sua sede na complexo Challenger projetado por Kevin Roche em Saint-Quentin-en-Yvelines.